# Ernest Lawrence
Ernest Orlando Lawrence (Canton, 8 de agosto de 1901-Palo Alto, 27 de agosto de 1958) fue un químico nuclear estadounidense conocido sobre todo por la invención, utilización y mejora del ciclotrón, y por su trabajo posterior en la separación isotópica del uranio durante el Proyecto Manhattan. Fundó dos laboratorios de investigación nuclear: Berkeley y Livermore. En 1939 recibió el Premio Nobel de Física por sus investigaciones.
Graduado de las universidades de Dakota del Sur y Minnesota, obtuvo un doctorado en física en Yale en 1925. En 1928 fue contratado como profesor asociado de física en la Universidad de California, y dos años más tarde se convirtió en el profesor titular más joven. Una tarde en su biblioteca estaba intrigado por el diagrama de un acelerador que producía partículas de alta energía. Meditaba cómo podría hacerlo más compacto y tuvo la idea de construir una cámara de aceleración circular entre los polos de un electroimán. El resultado fue el primer ciclotrón.
En los siguientes años construyó una serie de ciclotrones cada vez más grandes y costosos. Su Laboratorio de Radiación (Radiation Laboratory) se convirtió en un laboratorio oficial de la Universidad de California en 1936, con Lawrence como director. Apoyó el uso del ciclotrón tanto en investigaciones de física como de radioisótopos para uso médico. Durante la Segunda Guerra Mundial desarrolló la separación isotópica electromagnética en el Laboratorio de Radiación. Utilizó un dispositivo conocido como calutrón, un híbrido entre un espectrómetro de masas estándar y el ciclotrón. Se construyó una enorme planta de separación electromagnética en Oak Ridge, que llegó a ser conocida como «Y-12». El proceso era ineficiente, pero funcionaba.
Después de la guerra, participó en la campaña por el patrocinio gubernamental de importantes programas científicos, y fue defensor de la «gran ciencia» (Big Science), que requiere maquinaria de gran tamaño e inversión cuantiosa. Respaldó firmemente la campaña de Edward Teller para un segundo laboratorio de armas nucleares, que Lawrence emplazó en Livermore. Después de su muerte, los Regentes de la Universidad de California renombraron el Laboratorio de Radiación de la Universidad de California en Livermore y el Laboratorio de Radiación de la Universidad de California en Berkeley y como Laboratorio Nacional Lawrence Livermore y Laboratorio Nacional Lawrence Berkeley, respectivamente, como homenaje al científico. El elemento químico número 103 recibe el nombre de lawrencio en su honor.

## Primeros años
Nació en Canton (Dakota del Sur), el 8 de agosto de 1901. Sus padres, Carl Gustavus y Gunda (de soltera, Jacobson) Lawrence, eran descendientes de inmigrantes noruegos. Ambos se conocieron mientras trabajaban en una escuela secundaria de Canton, donde Carl fungía como superintendente escolar. Tuvo un hermano menor, el médico John H. Lawrence, pionero en el campo de la medicina nuclear. Al crecer, Ernest fue amigo de Merle Antony Tuve, quien también se convertiría en un destacado físico nuclear. Asistió a las escuelas públicas de Canton y Pierre; luego se matriculó en St. Olaf College en Northfield (Minnesota), pero fue transferido un año después a la Universidad de Dakota del Sur en Vermillion. Terminó su licenciatura en química en 1922 y la maestría en física de la Universidad de Minnesota en 1923, bajo la supervisión del físico William Francis Gray Swann. Para su tesis de maestría, construyó un aparato experimental que giraba en elipsoide y en diferentes niveles de inducción magnética.
Por recomendación de Swann, continuó su formación académica en la Universidad de Chicago y luego en la de Yale, en New Haven, donde completó su doctorado en física en 1925 con una beca Sloane. Su tesis doctoral trataba sobre el efecto fotoeléctrico del vapor de potasio. Fue elegido miembro de Sigma Xi y, por recomendación de Swann, recibió una beca del Consejo Nacional de Investigación de los Estados Unidos. En lugar de emplearla en un viaje a Europa, como era costumbre de la época, decidió quedarse en Yale como investigador junto a Swann. Con la asistencia de Jesse Wakefield Beams (de la Universidad de Virginia), Lawrence continuó investigando el efecto fotoeléctrico. Demostraron que los fotoelectrones aparecían  2 × 10-9 s después de la colisión de los fotones contra la superficie fotoeléctrica —cerca del momento límite de la medición—. La reducción del tiempo de emisión por una interrupción de la fuente de luz (con un encendido y apagado rápido) hizo que el espectro de energía emitida fuera más amplio, en conformidad con el principio de incertidumbre de Werner Heisenberg.

## Inicio de su carrera
En 1926 y 1927, recibió ofertas de asistente de profesor en la Universidad de Washington en Seattle y en la Universidad de California con un sueldo de 3500 $ anuales. Yale rápidamente presentó otra oferta de asistente de profesor, pero con un salario de 3000 $. Lawrence decidió quedarse en esta última. Según Childs, este nombramiento molestó a algunos de sus compañeros en la facultad ya que él no se había desempeñado anteriormente como profesor auxiliar, y en opinión de muchos esto era para compensar su origen inmigrante de Dakota del Sur.
Fue contratado como profesor asociado de física en la Universidad de California en 1928 y dos años más tarde firmó un contrato de tiempo completo, convirtiéndose en el miembro más joven del cuerpo docente. Robert Gordon Sproul, nombrado presidente de la universidad un día después de que Lawrence empezara a trabajar de profesor titular, era miembro del Bohemian Club y patrocinó la membresía de Lawrence en 1932. A través de este club, conoció a William Henry Crocker, Edwin Pauley y John Francis Neylan, hombres muy influyentes que le ayudaron a obtener fondos para sus investigaciones nucleares sobre partículas energéticas. Hubo grandes esperanzas para los usos médicos que llegarían por el desarrollo de la física de partículas, y esto atrajo gran parte de los primeros fondos que Lawrence fue capaz de obtener para sus investigaciones.
En 1926, mientras estaba en Yale, conoció a Mary Kimberly «Molly» Blumer, la mayor de las cuatro hijas de George Blumer, el decano de la Escuela de Medicina Yale. Se comprometieron en 1931 y contrajeron matrimonio el 14 de mayo de 1932 en la parroquia episcopal Trinity Church on the Green, en New Haven. Tuvieron seis hijos: Eric, Margaret, Mary, Robert, Barbara y Susan. A uno de sus hijos le puso el nombre de su mejor amigo en Berkeley, el físico teórico J. Robert Oppenheimer. En 1941, Elsie (hermana de Molly) se casó con Edwin Mattison McMillan, quien llegaría a ganar el Premio Nobel de Química en 1951. Unos años antes, en 1933, McMillan había aceptado una oferta de Lawrence para unirse al Laboratorio de Radiación. Junto a M. Stanley Livingston descubrió el 15O —un isótopo de oxígeno que emite positrones— e investigó la absorción de rayos gamma producidos por el bombardeo de flúor con protones.

## Desarrollo del ciclotrón

### Invención
Su invento empezó como un boceto en un trozo de una servilleta de papel. En 1929, mientras estaba en la biblioteca, echó un vistazo a un artículo de revista escrito por el físico noruego Rolf Widerøe, y se sintió intrigado por uno de los diagramas. En este se representaba un dispositivo con una serie de electrodos de distinta longitud y que producía partículas de alta energía por medio de una sucesión de pequeñas «pulsaciones». En esos años, los físicos comenzaban a explorar el núcleo atómico. En 1919, el físico neozelandés Ernest Rutherford había bombardeado átomos de nitrógeno con partículas alfa y logrado extraer protones de algunos de sus núcleos. No sabían que los núcleos tienen una carga positiva que repele otros núcleos con la misma carga eléctrica y están unidos firmemente por una fuerza que apenas empezaban a entender. Para separarlos o desintegrarlos, se requeriría de energías más altas, del orden de millones de voltios.

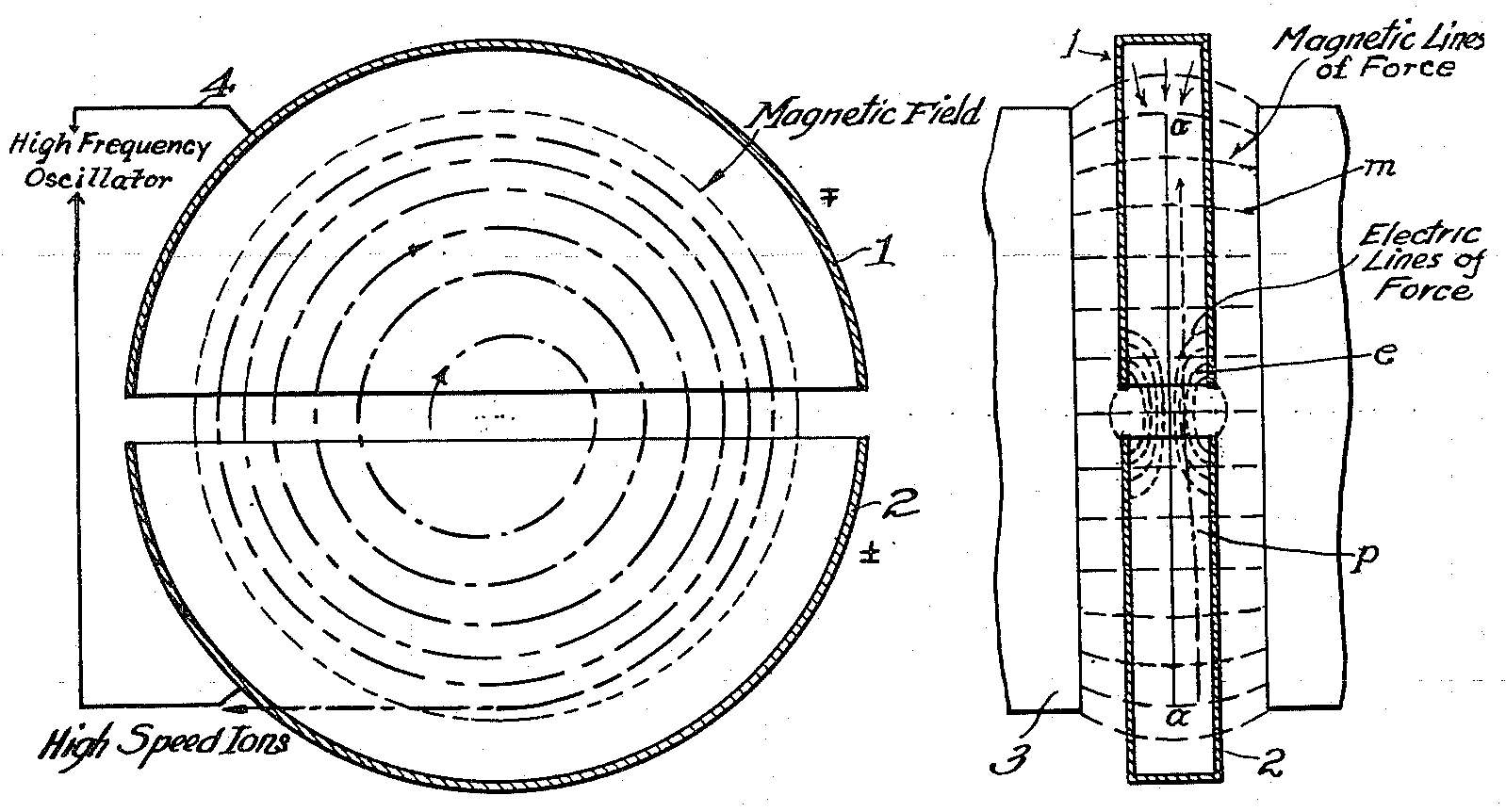
Diagrama del ciclotrón en la patente de 1934.

Comprendió que un acelerador de partículas sería demasiado grande y difícil de manipular para su laboratorio universitario. Buscando una manera de construir uno más compacto, decidió crear una cámara de aceleración circular entre los polos de un electroimán. El campo magnético mantendría los protones cargados en una trayectoria en espiral a medida que aceleran entre dos electrodos semicirculares conectados a un potencial alterno. Después de aproximadamente un centenar de vueltas, los protones podrían impactar en un objetivo, como un haz de partículas de alta energía. Según Heilbron y Seidel, Lawrence dijo entusiasmado a sus colegas que había descubierto un método para obtener partículas de alta energía, sin necesidad de usar un voltaje más alto. Inicialmente lo trabajó con Niels Edlefsen, un estudiante de doctorado. Su primer ciclotrón estaba hecho de latón, alambre y cera de lacre, y con solo 10 cm (4 in) de diámetro, literalmente, podía sujetarse con una mano y con un costo total de 25 $.
Las personas que empleó para desarrollar el proyecto eran estudiantes graduados. Edlefsen asumió una cátedra auxiliar en septiembre de 1930 y fue sustituido por David H. Sloan y M. Stanley Livingston, quienes trabajaron el desarrollo del acelerador concebido por Widerøe y en el ciclotrón de Edlefsen, respectivamente. Ambos tenían sus propias fuentes de apoyo económico y sus diseños resultaron prácticos. En mayo de 1931, el acelerador lineal de Sloan fue capaz de estimular los iones con 1 MeV. Livingston enfrentó un mayor desafío técnico, pero el 2 de enero de 1931, cuando aplicó 1800 V a su ciclotrón de 11 in, logró obtener protones con 80 000 eV en giros continuos. Una semana más tarde, tenía 1.22 MeV a partir de 3000 V. Con estos resultados pudo terminar su tesis doctoral.

### Desarrollo

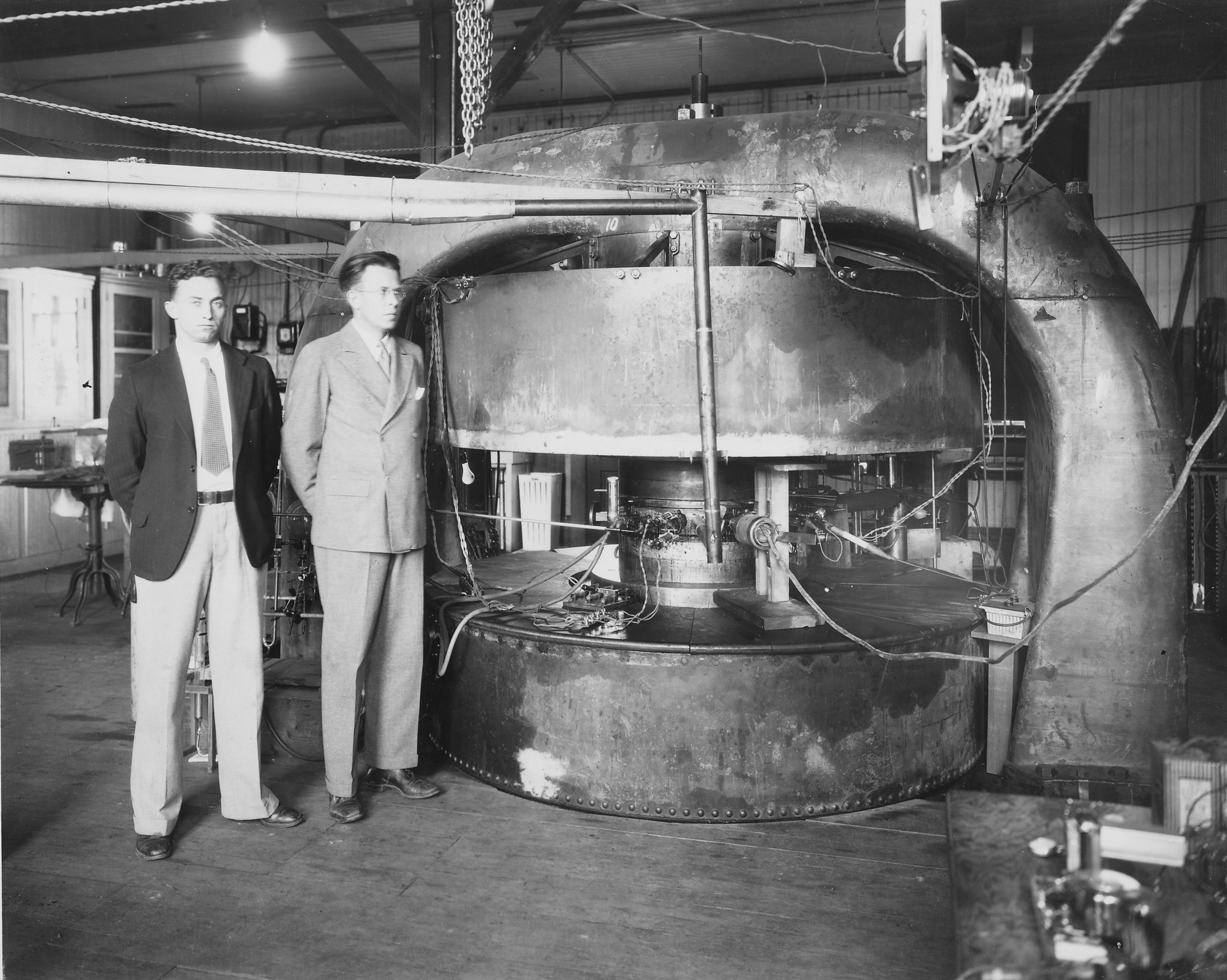
M. Stanley Livingston (a la izquierda) y Lawrence cerca del ciclotrón de 27 in en el Laboratorio de Radiación (1934).

En lo que se convertiría en una costumbre recurrente, cada vez que tenía una primera señal de éxito iniciaba la planificación de otra máquina mucho más grande. Junto a Livingston, elaboró el diseño para un ciclotrón de 69 cm (27 in) a principios de 1932. El imán del ciclotrón de 11 in pesaba aproximadamente dos toneladas y costaba 800 $, pero Lawrence encontró un enorme imán oxidado de 80 T en un depósito de chatarra en Palo Alto para el ciclotrón de 27 in —originalmente, ese magneto había sido construido durante la Primera Guerra Mundial para alimentar una conexión de radio transatlántica—. El ciclotrón era un poderoso instrumento científico, pero esto no se tradujo en un descubrimiento científico significativo. En abril de 1932, los físicos John Douglas Cockcroft y Ernest Walton, de los Laboratorios Cavendish en Inglaterra, anunciaron que habían bombardeado átomos de litio con protones y lograron transmutarlo en helio. La energía requerida resultó ser bastante baja, incluso dentro de la capacidad del ciclotrón de 11 in. Al enterarse de ello, Lawrence envió un telegrama a Berkeley y solicitó los resultados de Cockcroft y Walton para poder verificarlos. El equipo demoró cinco meses en concluir, debido principalmente a la falta de aparatos detectores adecuados.

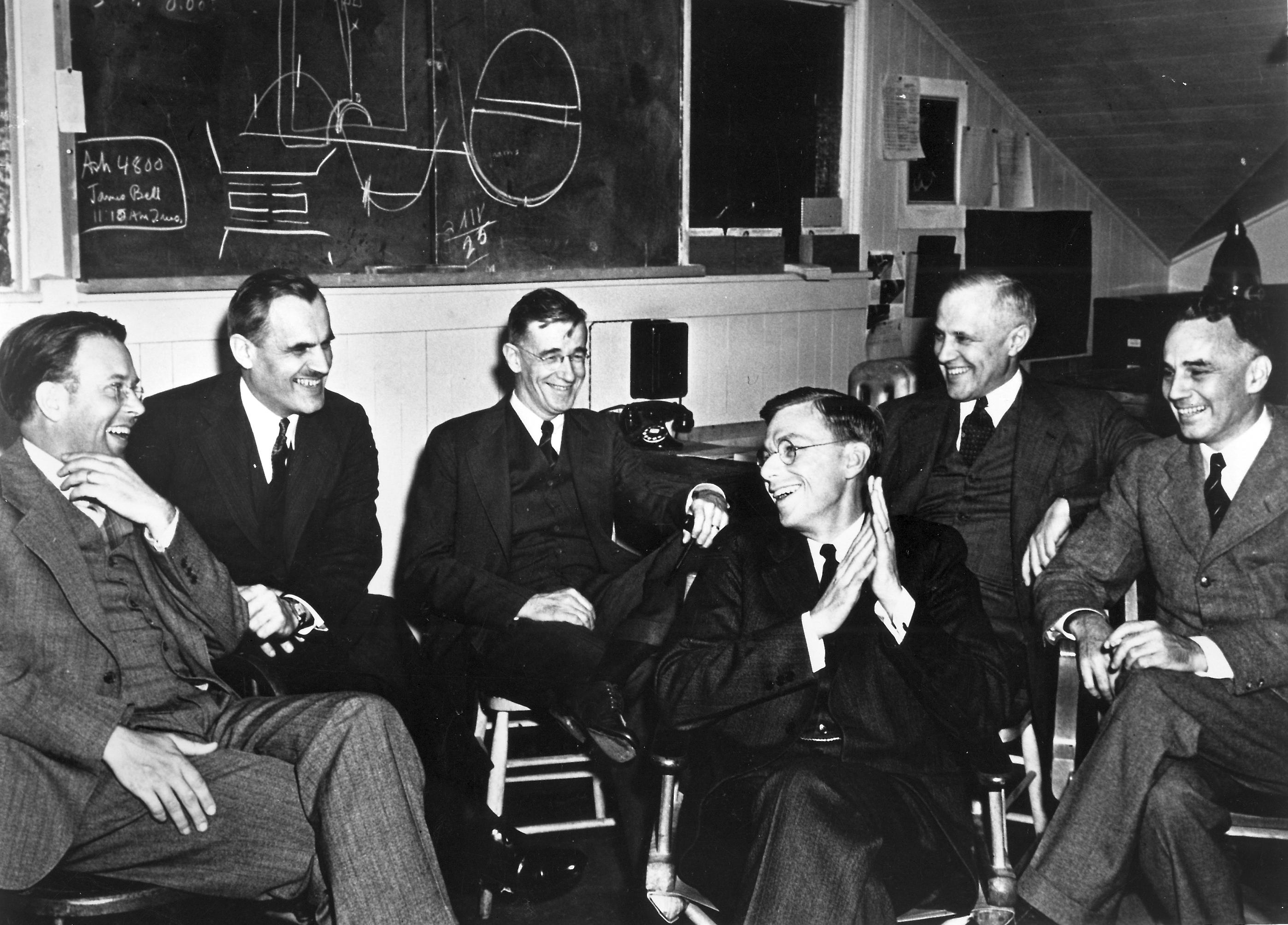
Reunión en Berkeley (1940) sobre el diseño del ciclotrón de 184 in (4.67 m). De izquierda a derecha: Lawrence, Arthur Compton, Vannevar Bush,, y Alfred Lee Loomis.

Si bien los descubrimientos importantes continuaron eludiendo al Laboratorio de Radiación —debido principalmente a que se centró en el desarrollo del ciclotrón en lugar de su uso científico por sus máquinas cada vez más grandes—, Lawrence pudo conseguir los aparatos que se necesitaba para los experimentos en física de altas energías. Alrededor de este dispositivo, construyó lo que se convertiría en el laboratorio más importante del mundo para el nuevo campo de la investigación de la física nuclear en la década de 1930. Recibió una patente para el ciclotrón en 1934, la cual cedió a Research Corporation, una fundación privada que financió gran parte de sus primeros trabajos. En 1935, McMillan, Lawrence y Robert Thornton llevaron a cabo experimentos con haces de deuterones en el ciclotrón. Esto produjo una serie de resultados inesperados: los deuterones se fusionan con núcleos diana y los transmutan a isótopos más pesados con la expulsión un protón. Sus experimentos demostraron una interacción nuclear a energías más bajas en la barrera de Coulomb entre deuterones y núcleos diana de lo que se había calculado teóricamente. Oppenheimer y Melba Phillips, su estudiante de doctorado, concibieron el proceso Oppenheimer-Phillips para explicar este fenómeno.
En febrero de 1936, el presidente de la Universidad de Harvard, James Bryant Conant, hizo ofertas atractivas a Lawrence y Oppenheimer. Robert Gordon Sproul, de la Universidad de California, respondió con una mejora de las condiciones económicas. El Laboratorio de Radiación se convirtió oficialmente en un departamento de la Universidad de California el 1 de julio de 1936. Lawrence fue nombrado formalmente como su director, se le asignó un asistente a tiempo completo y la Universidad acordó destinar 20 000 $ anuales para sus actividades de investigación.

### Percepción pública

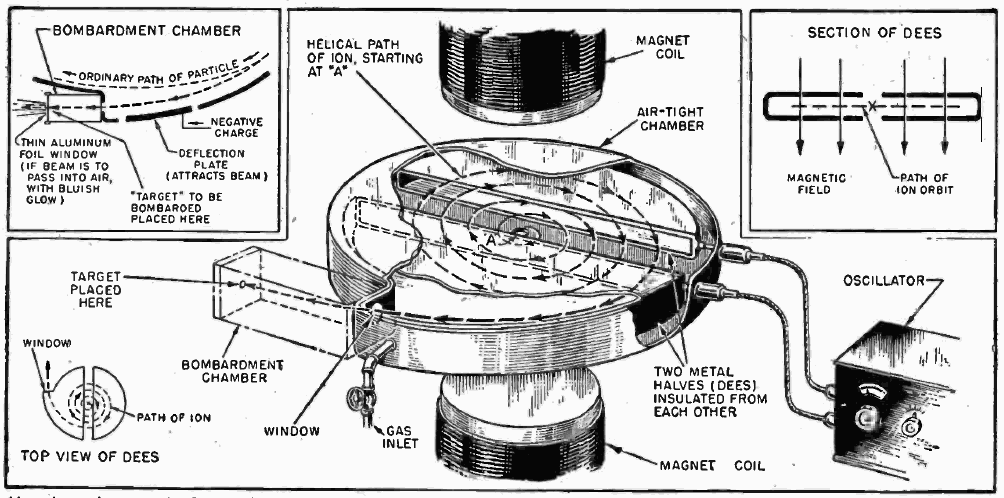
Diagrama de funcionamiento del ciclotrón. Las piezas en los polos del imán son más pequeñas de lo que realmente son, pues deberían ser más anchas —como las des (las dos piezas de metal aisladas entre sí)— para crear un campo uniforme.

Usando el nuevo ciclotrón de 27 in, el equipo de Berkeley observó que todos los elementos bombardeados por el deuterio —recientemente descubierto— emitían energía y a una misma escala. Esto llevó a postular la existencia de una nueva y, hasta ese momento, desconocida partícula que pudiera ser empleada como fuente de energía ilimitada. William Leonard Laurence, de The New York Times, describió a Lawrence como «un nuevo obrador de milagros de la ciencia». Por invitación de Cockroft, Lawrence asistió al séptimo Congreso Solvay (1933) en Bélgica, que reunió a los físicos más importantes de la época. Casi todos eran europeos, pero de vez en cuando era invitado a asistir un destacado científico estadounidense, como Robert Andrews Millikan o Arthur Compton. Los participantes solicitaron una presentación sobre el ciclotrón. Las presentación de Lawrence sobre la energía ilimitada tuvo una percepción muy diferente en Solvay que en los Estados Unidos, pues se encontró con el escepticismo fulminante de James Chadwick, el físico de los Laboratorios Cavendish que había descubierto el neutrón en 1932 y por el que sería galardonado con el Premio Nobel en 1935. Para él, lo que Lawrence estaba haciendo no era «gran ciencia», sino «mala ciencia» (Bad Science). Además, advirtió que lo que el equipo de Lawrence estaba observando era la contaminación de los equipos electrónicos.
Cuando regresó a Berkeley, coordinó a su equipo para efectuar una revisión minuciosa de los resultados y reunir suficientes evidencias como para convencer a Chadwick. Mientras tanto, en los Laboratorios Cavendish, Rutherford y Mark Oliphant descubrieron que el deuterio se fusiona para formar 3He, lo que provoca el efecto que los científicos del ciclotrón habían observado. No solo Chadwick había acertado en su hipótesis sobre una posible contaminación, sino también el equipo había pasado por alto otro descubrimiento importante, el de la fusión nuclear. La respuesta de Lawrence fue seguir adelante con la creación de ciclotrones mucho más grandes. El ciclotrón de 27 in fue reemplazado por un ciclotrón de 37 in en junio de 1937, que a su vez fue reemplazado por otro de 60 in en mayo de 1939. Este último fue utilizado para bombardear átomos de hierro y produjo sus primeros isótopos radiactivos en junio. Trabajando junto a su hermano John e Israel Lyon Chaikoff —del Departamento de Fisiología de la Universidad de California—, apoyó la investigación sobre el uso de isótopos radiactivos con fines terapéuticos. El 32P fue producido con facilidad en el ciclotrón y John lo utilizó para curar a una mujer que padecía de policitemia vera, una enfermedad de la sangre. También usó el 32P producido en el ciclotrón de 37 in para pruebas en ratones con leucemia en 1938. Encontró que el fósforo radiactivo se concentra en las células cancerosas de rápido crecimiento. Esto llevó a ensayos clínicos posteriores en pacientes humanos. En 1948, una evaluación de la terapia reveló que las remisiones se producían bajo ciertas circunstancias. Su hermano Ernest también esperaba el posible uso médico de los neutrones. El primer paciente de cáncer recibió terapia de neutrones a partir del ciclotrón de 60 in el 20 de noviembre de 1948. Chaikoff realizó ensayos para el uso de isótopos radiactivos como marcadores radiactivos en estudios de los mecanismos de las reacciones bioquímicas.
Fue galardonado en 1937 con la medalla Hughes de la Real Sociedad de Londres «por su trabajo en el desarrollo del ciclotrón y sus aplicaciones a las investigaciones de la desintegración nuclear» y en noviembre de 1939, le concedieron el Premio Nobel de Física «por la creación y el desarrollo del ciclotrón, y por los resultados obtenidos de ello, especialmente, en relación con elementos radiactivos artificiales». Fue el primero que representó a la Universidad de California en Berkeley, así como el primer ciudadano de Dakota del Sur en ganar un premio Nobel, y el primero que recibió apoyo de una universidad pública estatal (a diferencia de instituciones privadas como Harvard o Yale). La ceremonia de entrega del premio se llevó a cabo el 29 de febrero de 1940, en Berkeley, debido a estallido de la Segunda Guerra Mundial, en el auditorio Wheeler Hall del campus de la universidad. Lawrence recibió su medalla de Carl E. Wallerstedt, cónsul general de Suecia en San Francisco. El físico Robert Williams Wood le señaló proféticamente en una carta: «Como usted ha sentado las bases para la cataclísmica explosión de uranio... Estoy seguro que le aprobarían un viejo Nobel». En marzo de 1940, Arthur Compton, Vannevar Bush, James Bryant Conant, Karl Taylor Compton y Alfred Lee Loomis viajaron a Berkeley para presentar una propuesta a Lawrence sobre un ciclotrón 184 in y con un imán 4500 T, que se estimó que costaría 2.65 millones de dólares. La Fundación Rockefeller aportó 1.15 millones de dólares para el inicio del proyecto.

## La Segunda Guerra Mundial y el Proyecto Manhattan

### El Laboratorio de Radiación

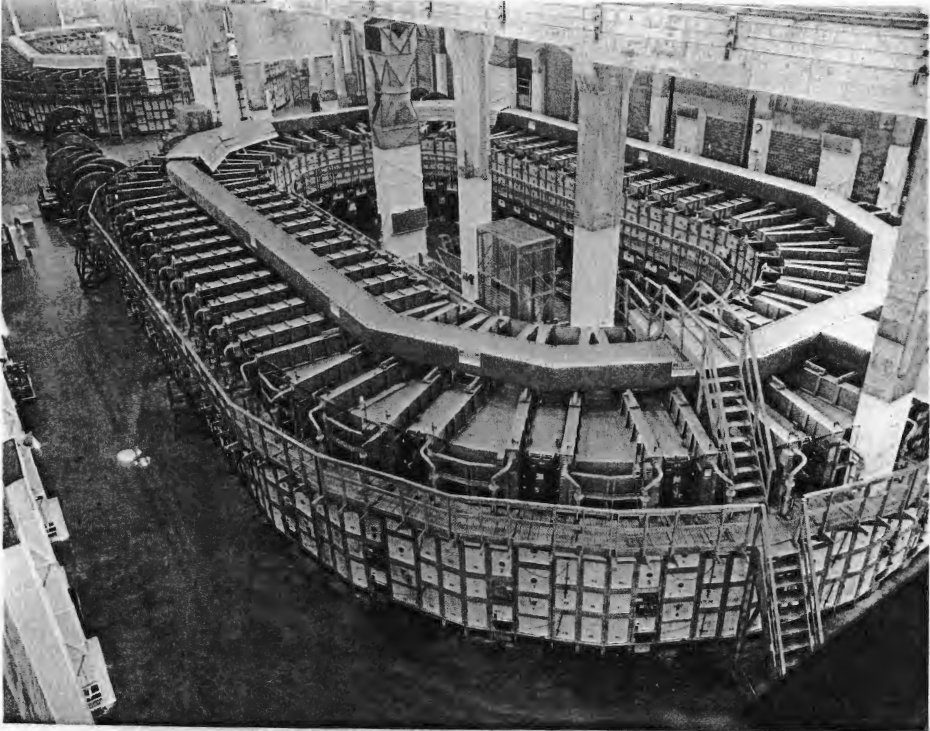
Plantas de cautrones desarrolladas en el laboratorio de Lawrence (1944-1945). Se emplearon en el Laboratorio Nacional Oak Ridge durante la Segunda Guerra Mundial para purificar el uranio de la primera bomba atómica.

Tras el comienzo de la Segunda Guerra Mundial en Europa, se involucró en proyectos militares. Ayudó a reclutar personal para el Laboratorio de Radiación del Instituto Tecnológico de Massachusetts (MIT), donde los físicos estadounidenses construyeron un magnetrón inventado por el equipo de Oliphant en Inglaterra. El nombre del nuevo laboratorio fue copiado deliberadamente del departamento de Lawrence en Berkeley por razones de seguridad. También estuvo implicado en la contratación de personal para laboratorios de sonido subacuático, que desarrollarían técnicas de detección de submarinos alemanes. Mientras tanto, en Berkeley, el trabajo con ciclotrones continuó: en diciembre de 1940, Glenn T. Seaborg y Emilio G. Segrè usaron el ciclotrón de 60 in (150 cm) para bombardear el 238U con deuterones y producir un nuevo elemento, el 238Np, que decayó por desintegración beta para formar 238Pu. El descubrimiento del plutonio se mantuvo en secreto hasta 1946 —un año después del fin de la Segunda Guerra Mundial—, luego del descubrimiento de que uno de sus isótopos, el 239Pu —que podría someterse a fisión nuclear hasta adquirir una forma útil para una bomba atómica—. Lawrence ofreció a Segrè un trabajo como investigador adjunto —una posición relativamente modesta para alguien que había descubierto un elemento químico— por 300 $ al mes durante seis meses. Pero cuando se enteró de que Segrè estaba legalmente atrapado en California, tuvo que reducir su salario a 116 $ mensuales. Meses después, los regentes de la Universidad de California decidieron revisar el contrato de Segrè debido a su nacionalidad extranjera, pero Lawrence logró retenerlo al contratarle como profesor a tiempo parcial con un sueldo de la Fundación Rockefeller. Hicieron arreglos similares para conservar a sus estudiantes de doctorado Chien-Shiung Wu (de nacionalidad china) y Kenneth Ross Mackenzie (canadiense) después de graduarse.

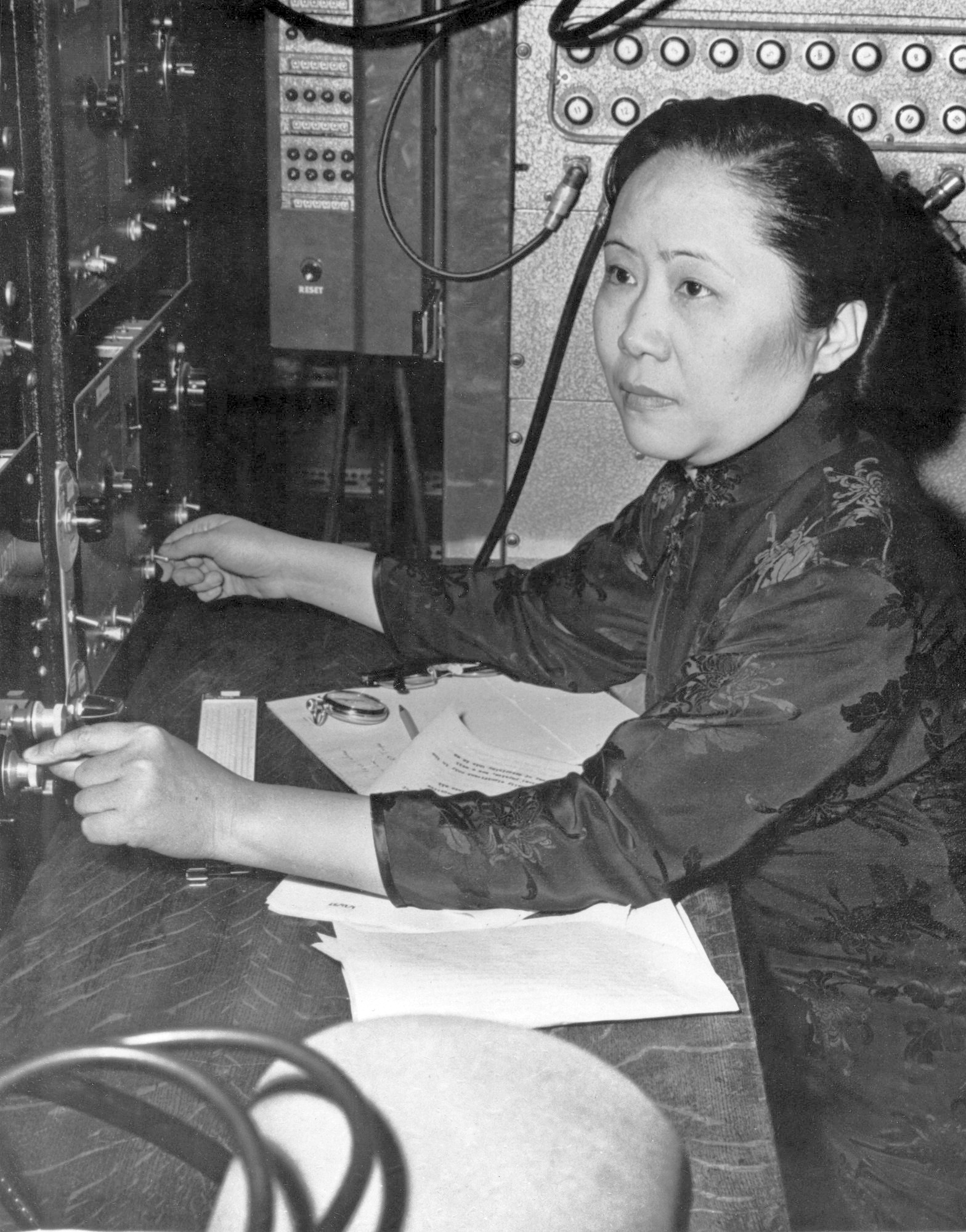
Lawrence fue el asesor de tesis de Chien-Shiung Wu, mientras participaba en las últimas etapas del desarrollo del ciclotrón.

En septiembre de 1941, Oliphant se reunió con Lawrence y Oppenheimer en Berkeley, donde le mostraron el sitio para el nuevo ciclotrón 184 in (4.7 m). A su vez, Oliphant indicó a los estadounidenses que no siguieran las recomendaciones del Comité MAUD del Reino Unido, que abogaba por un programa para desarrollar una bomba atómica. Lawrence había pensado en el problema de separar el isótopo fisionable 235U a partir del 238U, un proceso conocido actualmente como enriquecimiento de uranio. La separación isotópica del uranio era difícil, pues ambos isótopos tienen propiedades químicas casi idénticas y solo podían desprenderse gradualmente utilizando pequeñas diferencias de masa. En 1934, Oliphant fue el primero en separar los isótopos de litio con un espectrómetro de masas. Lawrence empezó a transformar su viejo ciclotrón de 37 in en un espectrómetro de masas gigante. El director del Proyecto Manhattan, el brigadier general Leslie R. Groves, Jr., nombró a Oppenheimer como jefe del Laboratorio Nacional de Los Álamos (Nuevo México) por recomendación de Lawrence. En el Laboratorio de Radiación se desarrolló el proceso de enriquecimiento electromagnético de uranio, mientras que en Los Álamos se diseñaron y construyeron las primeras bombas atómicas. Ambos proyectos fueron ejecutados por la Universidad de California.

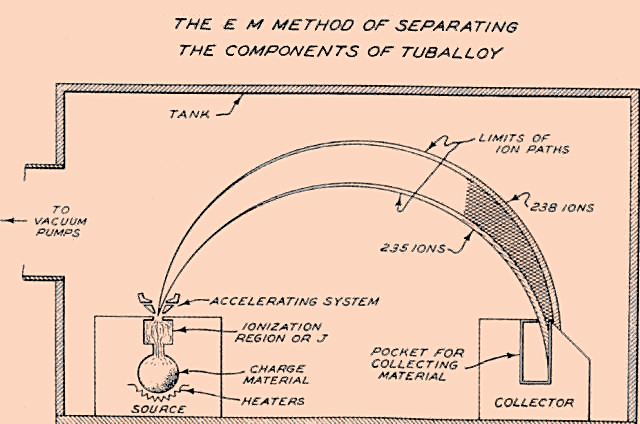
Esquema de la separación isotópica del uranio en un calutrón.

Los dispositivos de separación isotópica electromagnética son conocidos como calutrones, un híbrido entre el espectrómetro de masas y el ciclotrón. El nombre se deriva de California University Cyclotron («ciclotrón de la Universidad de California»). En noviembre de 1943, ingresaron 29 científicos británicos al equipo de Lawrence en Berkeley, entre ellos Oliphant. En el proceso electromagnético, un campo magnético desvía partículas cargadas conforme a la masa. El proceso no era científicamente elegante ni industrialmente eficiente. En comparación con una planta de difusión gaseosa o un reactor nuclear, una planta de separación electromagnética consumiría materiales más escasos, requeriría más mano de obra para operar e incrementaría los costos de construcción. No obstante, el proceso fue aprobado, pues se basaba en tecnología probada y, por lo tanto, representaba un riesgo menor. Por otra parte, se podría construir en etapas y alcanzaría capacidades industriales rápidamente.

### Oak Ridge

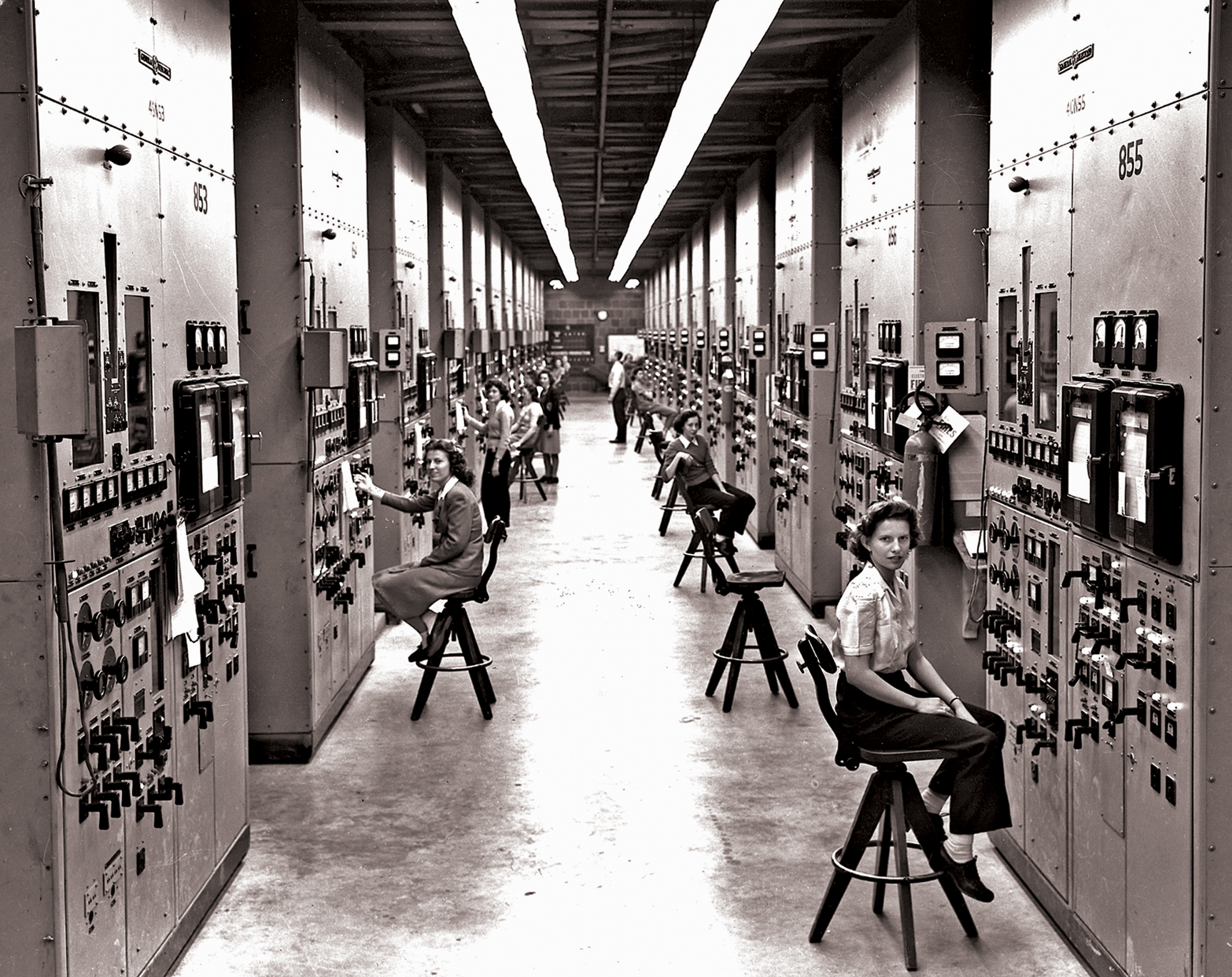
Operadoras en los paneles de control del calutrón de Y-12.

La responsabilidad del diseño y construcción de la planta de separación electromagnética en Oak Ridge fue asignada a la compañía Stone & Webster. Posteriormente llegó a ser conocida como Complejo de Seguridad Nacional Y-12. El diseño consistió en cinco unidades de procesamiento de primera etapa, conocidos como circuitos Alfa (Alpha racetracks), y dos unidades de procesamiento final, conocido como circuitos Beta (Beta racetracks). En septiembre de 1943, Groves autorizó la construcción de otros cuatro circuitos, conocidas como Alfa II (Alpha II). Cuando la planta inició las pruebas en la fecha prevista (octubre de 1943), los tanques de vacío de 14 T se desalinearon debido a la potencia de los imanes y tuvieron que sujetarse de forma más segura. Un problema más serio ocurrió cuando las bobinas magnéticas tuvieron cortocircuitos. En diciembre, Groves ordenó que un imán fuera abierto y para sorpresa encontraron puñados de óxido en el interior. Entonces, decidió que los circuitos fueran derribados y los imanes enviados de nuevo a la fábrica para limpieza. Se estableció una planta de acabado en el lugar para limpiar los tubos y accesorios.
La empresa Tennessee Eastman fue contratada para administrar el Y-12. Inicialmente, la planta enriqueció 235U a una concentración del 13 o 15 %, y en marzo de 1944 enviaron los primeros cien gramos del producto al laboratorio de Los Álamos —de 5825 piezas de uranio en bruto se obtuvo una de producto final, el resto se salpicó sobre el equipo durante el proceso—. Los extenuantes esfuerzos de recuperación ayudaron a elevar la producción de 235U al 10 % en enero de 1945. En febrero, los circuitos Alfa recibieron piezas de uranio levemente enriquecido (al 1.4 %) de la nueva planta de difusión térmica S-50. Al mes siguiente llegaron piezas de uranio enriquecido (al 5 %) de la planta de difusión gaseosa K-25. En abril de 1945, K-25 estaba produciendo uranio suficientemente enriquecido como para abastecer directamente a los circuitos Beta. El 16 de julio de 1945, Lawrence observó la prueba Trinity de la primera bomba atómica, junto a Chadwick y Charles Allen Thomas. El periodista Herbert Childs asegura que pocos estaban tan entusiasmados de este logro como Lawrence.
Cómo utilizar el arma —que ya era funcional— contra Japón fue el siguiente problema para los científicos. Mientras Oppenheimer consideraba que no era necesaria una prueba del poder de la nueva arma a los líderes japoneses, Lawrence creía firmemente que una demostración sería prudente. No obstante, Childs afirma que, cuando se usó una bomba de uranio —sin avisar a los científicos involucrados— en el bombardeo atómico sobre Hiroshima, Lawrence se sintió orgulloso de su resultado. Esperaba que el Proyecto Manhattan desarrollara mejores calutrones y construyera el circuito Alfa III, pero la idea fue descartada por razones presupuestarias. Los circuitos Alpha fueron cerradas en septiembre de 1945. Si bien funcionaba con la mejor eficiencia, no podían competir con el K-25 y el nuevo K-27, que comenzó a funcionar en enero de 1946. En diciembre, la planta Y-12 fue clausurada y se recortó la nómina de Tennessee Eastman de 8600 a 1500 empleados para ahorrar dos millones de dólares al mes. El personal del Laboratorio de Radiación se redujo de 1086 en mayo de 1945, a 424 a finales de año.

## Posguerra

### La «gran ciencia»

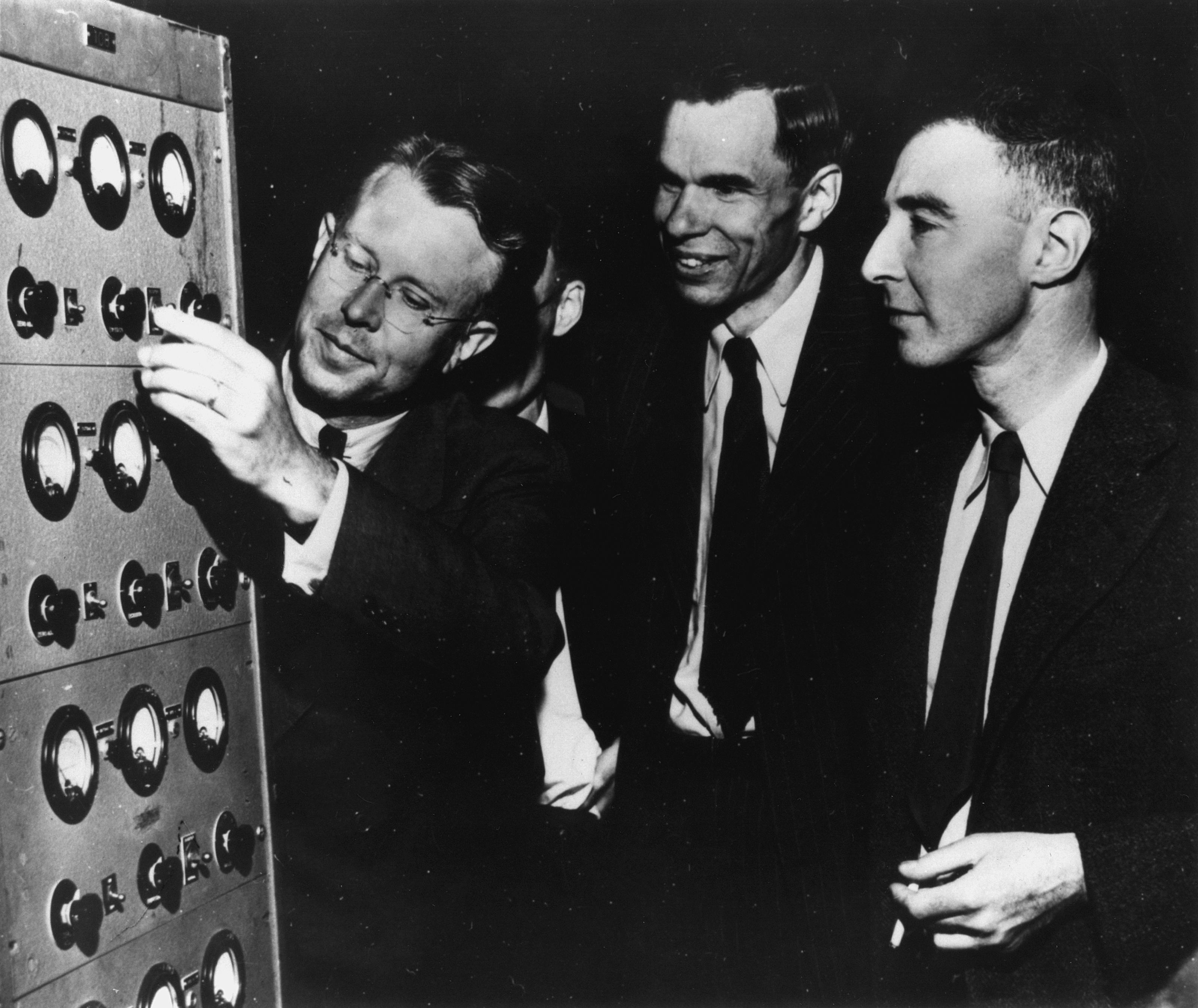
Lawrence, Seaborg y Oppenheimer en los controles de un ciclotrón de 184 in.

Después de la guerra, hizo campaña por el patrocinio gubernamental de grandes programas científicos. Era un firme defensor de la «gran ciencia» (Big Science), que requiere maquinaria de mayor tamaño y una inversión cuantiosa, y en 1946 solicitó al Proyecto Manhattan más de dos millones de dólares para proyectos de investigación en el Laboratorio de Radiación. Groves aprobó los fondos, pero recortaron una serie de programas, como la propuesta de Seaborg para la construcción de un laboratorio de radiación «caliente» en la densamente poblada Berkeley y la producción de isótopos para uso médico de John Lawrence, ya que los reactores nucleares podían suplir esta necesidad. El profesor de historia Gregg Herken afirma que un obstáculo era la Universidad de California, que estaba deseosa por desprenderse de sus obligaciones militares en tiempos de guerra. Lawrence y Groves lograron persuadir a Sproul de aceptar una extensión de su contrato. Para 1946, el Proyecto Manhattan gastaba 7 $ por cada dólar aportado por la Universidad en los proyectos de física. Durante la guerra, el ciclotrón 184 in se completó con inversiones del Proyecto Manhattan. Incorporó nuevos diseños por Edwin McMillan, y se terminó como un sincrotrón. Empezó a funcionar el 13 de noviembre de 1946. Por primera vez desde 1935, Lawrence participó activamente en la experimentación, pero fracasó junto al físico Eugene Gardner en un intento de crear piones (π+
) con el sincrotrón. En 1948, César Lattes utilizó el aparato para buscar piones negativos (π−
).
El 1 de enero de 1947, la responsabilidad de los laboratorios nacionales pasó a la recién creada Comisión de Energía Atómica (CEA). Ese año, Lawrence solicitó 15 millones de dólares para sus proyectos, que incluían un nuevo acelerador lineal y un nuevo sincrotrón de gigaelectronvoltios, que fue conocido como Bevatron. El permiso de la Universidad California para operar el Laboratorio Nacional de Los Álamos expiraba el 1 de julio de 1948, y algunos miembros del Consejo Superior deseaban desligarse de todo compromiso en un sitio fuera del estado de California. Después de algunas negociaciones, acordaron prorrogar el contrato cuatro años más y designaron a Norris Edwin Bradbury como profesor. Bradbury había en sustituido a Oppenheimer en la dirección del laboratorio el 16 de octubre de 1945. Poco después, Lawrence recibió todos los fondos que había solicitado.

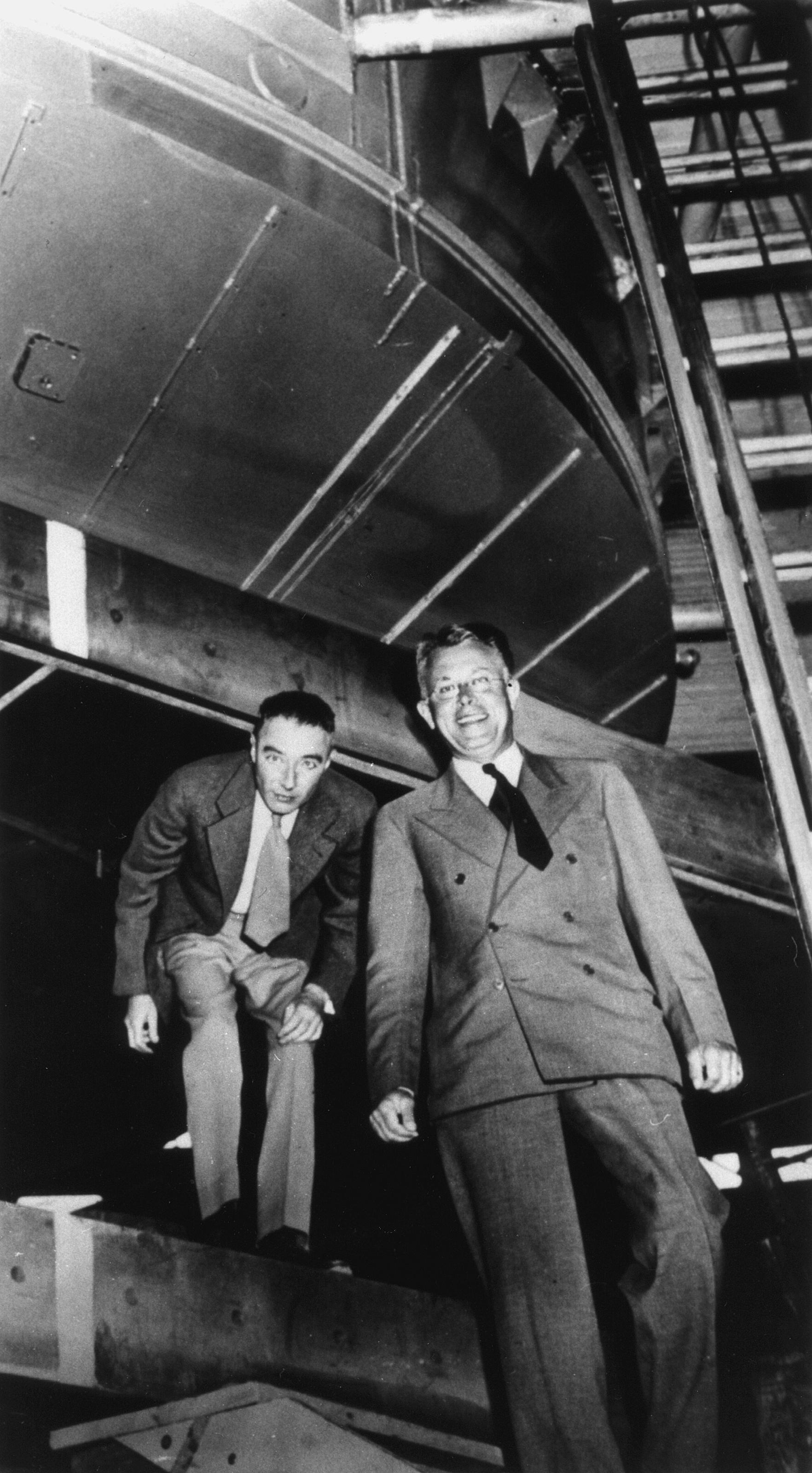
Lawrence (a la derecha) y Oppenheimer en el ciclotrón de 184 in.

Aunque votó por Franklin Delano Roosevelt en las elecciones de 1932, Lawrence se autodefinía como republicano, pues antes de la guerra había rechazado firmemente los esfuerzos de Oppenheimer por sindicalizar a los trabajadores del Laboratorio de Radiación, considerando que eran «actividades equivocadas de la izquierda». En los albores de la Guerra Fría, se vio forzado a defender a varios miembros del personal del Laboratorio de Radiación, como Robert Serber, quienes eran investigados por el Consejo de Seguridad Personal de la Universidad. Lawrence prohibió el ingreso al Laboratorio de Radiación del hermano de Robert Oppenheimer, el también físico Frank Friedman, lo que perjudicó seriamente la frágil amistad que tenían. Herken sostiene que una controvertida campaña de juramentos de fidelidad, por parte del comité anticomunista del político Jack Tenney, distanció a los miembros del cuerpo docente.

### Armas termonucleares
De acuerdo con Herken, Lawrence se inquietó por la primera prueba nuclear de la Unión Soviética en agosto de 1949. Afirmó que la respuesta apropiada era un esfuerzo absoluto por construir un arma nuclear más grande: la bomba de hidrógeno. Sugirió emplear aceleradores en lugar de reactores nucleares para producir los neutrones necesarios en la elaboración del tritio requerido por la bomba, así como el plutonio, que era más difícil de producir porque se necesitaban energías mucho más altas. Por primera vez propuso la construcción del prototipo de un acelerador lineal de 25 MeV, conocido como Mark I y cuyo nombre en código era MTA (Materials Test Accelerator), a un precio de 7 millones de dólares. Pronto hablaría de un nuevo MTA, mucho más grande y conocido como Mark II, que podría producir tritio o plutonio a partir de 238U empobrecido. Herken menciona que Serber y Segrè intentaron en vano explicarle los problemas técnicos que harían al proyecto poco práctico, pero Lawrence sentía que estaban perdiendo el patriotismo.
Poco después, respaldó firmemente la campaña de Edward Teller para un segundo laboratorio de armas nucleares, que Lawrence propuso construir con el MTA Mark I en Livermore. Junto a Teller, tuvo que defender su caso frente a los miembros de la CEA (quienes no lo permitían) y de los administradores del laboratorio de Los Álamos (que se oponían inexorablemente), pero ante el rechazo los proponentes consideraron que Chicago sería el lugar más adecuado. Finalmente, el nuevo laboratorio de Livermore fue aprobado el 17 de julio de 1952, pero el proyecto del MTA Mark II fue cancelado. En ese momento, la CEA había gastado unos 45 millones de dólares en el Mark I que ya había iniciado sus operaciones, pero se utilizaba principalmente en producir polonio para el programa de armas nucleares. Mientras tanto, el Cosmotrón del Laboratorio Nacional de Brookhaven pudo generar un haz de partículas de 1 GeV.

### Fallecimiento y legado

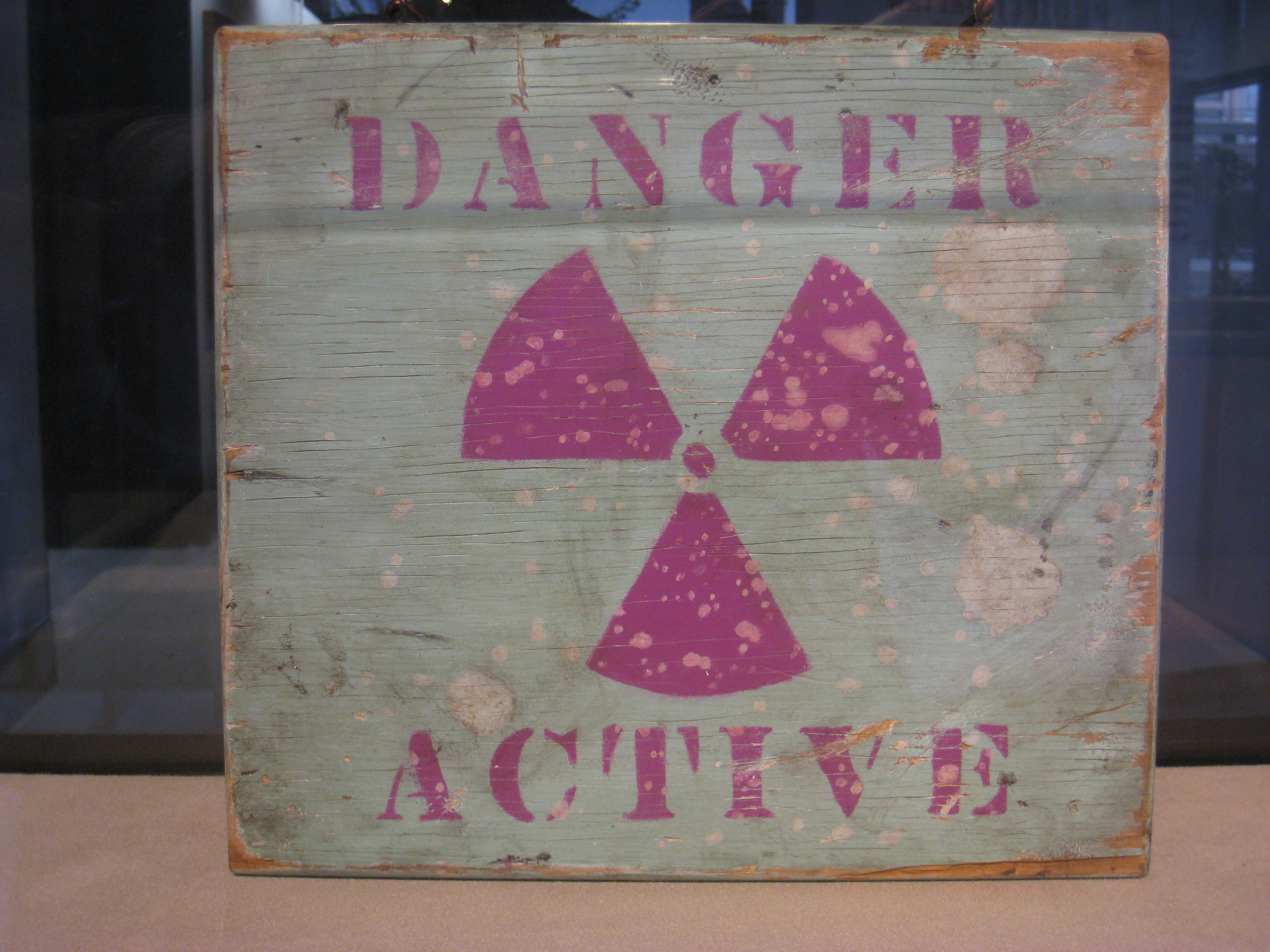
El Laboratorio de Radiación fue el primero en usar una señal para advertir del peligro radiactivo. Actualmente, se conoce como «trébol radiactivo».

Además del Premio Nobel, recibió la medalla de oro Elliott Cresson y la medalla Hughes en 1937, el Premio Comstock de Física en 1938, el premio Duddell en 1940, la medalla Holley en 1942, la Medalla Presidencial al Mérito en 1946, el premio William Procter en 1951, la medalla Faraday en 1952, y el premio Enrico Fermi de la CEA en 1957. Fue nombrado oficial de la Legión de Honor en 1948, y fue el primer galardonado con el premio Sylvanus Thayer por la Academia Militar de los Estados Unidos en 1958.
En julio de 1958, el presidente de Estados Unidos, Dwight D. Eisenhower, lo envió a Ginebra para colaborar en las negociaciones de un tratado de prohibición parcial de ensayos nucleares propuesto con la Unión Soviética. El presidente de la CEA, Lewis Strauss, había insistido para incluir a Lawrence. Ambos habían discutido el caso para el desarrollo de la bomba de hidrógeno y Strauss había ayudado a recaudar fondos para el ciclotrón de Lawrence en 1939. Strauss quería tenerlo como parte de la delegación en Ginebra, porque Lawrence era conocido por estimular la continuación de pruebas nucleares. A pesar de sufrir un grave caso de colitis ulcerosa crónica, decidió ir, pero empeoró de camino a Ginebra y fue trasladado de urgencia al hospital de la Universidad Stanford. Los cirujanos extirparon gran parte de su intestino grueso, pero no encontraron otros problemas —excepto la ateroesclerosis grave en una de las arterias—. Murió en el Hospital de Palo Alto el 27 de agosto de 1958. Molly no quería un funeral público, pero accedió a un servicio conmemorativo en la Primera Iglesia Congregacionalista de Berkeley. El presidente de la Universidad de California, Clark Kerr, pronunció el encomio.
23 días después de su muerte, los Regentes de la Universidad de California votaron para renombrar dos de los sitios de investigación nuclear de la universidad con el apellido Lawrence: el Laboratorio Nacional Lawrence Livermore y el Laboratorio Nacional Lawrence Berkeley. La Oficina de Ciencias del Departamento de Energía de los Estados Unidos instituyó en su memoria el Premio Ernest Orlando Lawrence en 1959. El elemento químico transuránico de número atómico 103, descubierto en el Laboratorio Nacional Lawrence Berkeley en 1961, fue nombrado «lawrencio» en su honor. En 1968 se abrió el Lawrence Hall of Science, un centro público de enseñanza científica. Sus documentos se archivan en la Biblioteca Bancroft de la Universidad de California en Berkeley. En la década de 1980, la viuda de Lawrence solicitó en varias ocasiones al Consejo Superior de la Universidad de California retirar el nombre de su marido del laboratorio en Livermore, debido a sus implicaciones en la producción de armas nucleares. Sobrevivió a su marido 44 años y falleció en Walnut Creek a la edad de 92, el 6 de enero de 2003. El químico George B. Kauffman escribió que:

Before him, "little science" was carried out largely by lone individuals working with modest means on a small scale. After him, massive industrial, and especially governmental, expenditures of manpower and monetary funding made "big science," carried out by large-scale research teams, a major segment of the national economy.
Antes de él, la «pequeña ciencia» era llevada a cabo en gran parte por individuos solitarios, que trabajan con recursos modestos a pequeña escala. Después de él, la industria masiva y, sobre todo, el gobierno, desembolsaron mano de obra y financiación monetaria para hacer «gran ciencia», efectuada por equipos de investigación a gran escala, un sector fundamental de la economía nacional.

## Eponimia
- El cráter lunar Lawrence lleva este nombre en su memoria, honor compartido con el astronauta de color estadounidense del mismo apellido Robert Henry Lawrence Jr. (1935-1967), prematuramente fallecido en un accidente de vuelo.